# Bernhard Furrer
Bernhard Furrer (* 12. Dezember 1943 in St. Gallen; Bürger von Bern, Burgergemeinde) ist ein Schweizer Architekt und Denkmalpfleger.

## Leben und Wirken
Furrer erlangte 1968 sein Diplom als Architekt und 1996 sein Doktorat an der Eidgenössischen Technischen Hochschule in Zürich. Nach längeren Auslandaufenthalten in Finnland (Mitarbeit bei Professor Heikki Siren) und Tunesien (Professor für Architektur an der École nationale d’ingénieurs de Tunis) führte er ein eigenes Architekturbüro; neben grösseren Restaurierungsvorhaben realisierte er mehrere Neubauten.
In den Jahren 1979 bis 2006 war er Leiter der Denkmalpflege der Stadt Bern. Er leistete Pionierarbeit in der flächendeckenden Inventarisierung des Baubestands und in der Erforschung und denkmalpflegerischen Betreuung von Bauten der Zwischen- und Nachkriegszeit. Zudem war er verantwortlich für die Kandidatur der Altstadt von Bern für die UNESCO-Liste des Weltkulturerbes; nach der Aufnahme übernahm er die Verantwortung für Management und Pflege.
Von 1997 bis 2008 führte er als Präsident die Eidgenössische Kommission für Denkmalpflege. Die im Auftrag des Bundesamts für Kultur arbeitende Kommission berät den Bundesrat in Grundsatzfragen und erarbeitet Gutachten zu besonders heiklen oder umstrittenen Vorhaben, die Baudenkmale in der ganzen Schweiz betreffen. Auf seine Initiative hin und unter seiner Leitung entstanden die «Leitsätze zur Denkmalpflege in der Schweiz» (Zürich 2007).
Von 2000 bis 2012 war er Professor an der Accademia di Architettura der Università della Svizzera italiana in Mendrisio und Inhaber des Lehrstuhls «Recupero, Restauro, Trasformazione». Der für alle Studierenden obligatorische Grundkurs in Denkmalpflege vermittelte die Grundlagen zum Umgang mit historischer Bausubstanz, ausgehend von deontologischen Überlegungen bis hin zu praxisorientierten Hinweisen zu den einzelnen Gewerken. In zahlreichen Entwurfsateliers wirkte Furrer als begleitender Professor.
Seit 2007 arbeitet Furrer als selbständiger Architekt. Innerhalb von Architektengemeinschaften war er beteiligt an Projekten zu Restaurierung und Erweiterung von Baudenkmalen. Als Experte des Bundes begleitet er wichtige Restaurierungen in der Schweiz. Er war stellvertretender Vorsitzender des Landesdenkmalrats Berlin. Innerhalb der Monitoring-Gruppe von ICOMOS Deutschland begleitet er die «Berliner Siedlungen der Moderne», die Weissenhofsiedlung in Stuttgart und die Insel Reichenau; für ICOMOS international übernimmt er Mandate zur fachlichen Beurteilung von Kandidaturen oder im Rahmen des reactive monitoring.
Bernhard Furrer ist verheiratet mit Verena Furrer-Lehmann, Projektleiterin und Politikerin, und hat zwei Töchter.